# Thế vận hội Trẻ Mùa hè 2026
Thế vận hội Trẻ Mùa hè 2026, chính thức được gọi là Thế vận hội Trẻ Mùa hè lần thứ IV (tiếng Pháp: Les IVème Jeux Olympiques de la jeunesse d'été), và thường được gọi là Dakar 2026 sẽ là lần thứ tư của Thế vận hội Trẻ Mùa hè, một môn thể thao quốc tế, giáo dục và lễ hội văn hóa cho thanh thiếu niên, trong một thành phố được chỉ định bởi Ủy ban Olympic Quốc tế (IOC). Nó sẽ được tổ chức tại Dakar, Sénégal, trở thành sự kiện IOC đầu tiên được tổ chức ở châu Phi.
Ban đầu dự kiến được tổ chức vào năm 2022, tại Phiên họp IOC lần thứ 127, người ta đã quyết định chuyển tổ chức của YOG sang một năm phi Thế vận hội, bắt đầu từ Thế vận hội Trẻ Mùa hè lần thứ 4, bị hoãn lại từ năm 2022 đến năm 2023. Sau đó, IOC đã trở lại vào ngày 2022 và tuyên bố vào tháng 2 năm 2018 rằng họ sẽ khuyến nghị rằng sự kiện này sẽ được tổ chức ở châu Phi. Phiên họp IOC lần thứ 132 khẳng định sự thay đổi của ngày trở lại vào năm 2022. Chủ nhà đã được công bố tại Phiên họp IOC lần thứ 133 tại Buenos Aires, Argentina trong kỳ năm 2018. Vào tháng 7 năm 2020, IOC và Sénégal đã đồng ý hoãn phiên bản năm 2022 sang năm 2026 do hậu quả kinh tế và hoạt động của việc hoãn Thế vận hội Mùa hè 2020 bị đẩy lùi sang năm 2021 do đại dịch COVID-19.

## Đấu thầu
IOC đã bỏ phiếu để chọn thành phố đăng cai Thế vận hội Trẻ Mùa hè 2022 vào ngày 8 tháng 10 năm 2018 tại Phiên họp IOC lần thứ 133 ở Buenos Aires, Argentina.
| Dakar | Sénégal | Ưu tiên |

## Địa điểm và cơ sở hạ tầng
Sénégal dự kiến sẽ tổ chức Thế vận hội Trẻ Mùa hè 2022 ở ba khu vực khác biệt, bao gồm Dakar, Diamniadio và Saly.

### Dakar
- Câu lạc bộ Olympic Dakar – quần vợt, và môn thể thao trong nhà khác hiện tại
- Hồ bơi Olympic Dakar – nhảy cầu, bơi lội, bóng rổ 3x3 hiện tại
- Sân vận động Iba Mar Diop – điền kinh, bóng ném bãi biển, bóng đá, bóng bầu dục bảy người hiện tại
- Dakar National Wrestling Arena – đấu vật, và môn thể thao chiến đấu khác / 20.000 hiện tại

### Diamniadio
- Sân vận động chính mới – TBA / 50.000 mới
- Dakar Arena – môn thể thao trong nhà / 15.000 hiện tại
- Trung tâm triển lãm Dakar (5 sảnh) – môn thể thao trong nhà mới
- Đại học Mbow – TBA mới
- Làng Olympic trẻ Đại học Mbow – Làng Olympic mới

### Saly
Thành phố Saly sẽ tổ chức các môn thể thao dưới nước, thể thao bãi biển và golf.

## Đại hội

### Môn thể thao
Thế vận hội Trẻ Mùa hè 2022 sẽ có 239 nội dung thi đấu trong 33 môn thể thao. Ủy ban Olympic Quốc tế đã phê duyệt chương trình đại hội thể thao. Breakdancing, trượt ván, leo núi, lướt sóng và karate sẽ tham gia 28 môn thể thao cốt lõi. Sẽ có 12 nội dung thi đấu đồng đội hỗn hợp, 1 nội dung mở rộng (cưỡi ngựa), 113 nội dung nam và 113 nội dung nữ.
- Thể thao dưới nước
  -  Nhảy cầu (4) (chi tiết)

- -  Bơi (34) (chi tiết)

- Bắn cung (2+1) (chi tiết)

- Điền kinh (38) (chi tiết)

- Cầu lông (2+1) (chi tiết)

- Bóng rổ 3x3 (4) (chi tiết)

- Breakdancing (2) (chi tiết)

- Bóng ném bãi biển (2) (chi tiết)

- Bóng chuyền bãi biển (2) (chi tiết)

- Quyền anh (10) (chi tiết)

- Canoeing  (chi tiết)

- - Beach Canoe Sprint (4)
  - Beach Canoe Slalom (4)
- Đua xe đạp  (chi tiết)

- - BMX tự do (2)
  - Xe đạp đường trường (4+1)
- Cưỡi ngựa (1) (chi tiết)

- Đấu kiếm (6) (chi tiết)

- Khúc côn cầu trên cỏ (2) (chi tiết)

- Bóng đá trong nhà (2) (chi tiết)

- Golf (2+1) (chi tiết)

- Thể dục dụng cụ  (chi tiết)

- - Thể dục nghệ thuật (12)
  - Thể dục nhịp điệu (2)
- Judo (8) (chi tiết)

- Karate (6) (chi tiết)

- Năm môn phối hợp hiện đại (2+1) (chi tiết)

- Chèo thuyền (4+1) (chi tiết)

- (Chèo thuyền ven biển)
- Bóng bầu dục bảy người (2) (chi tiết)

- Thuyền buồm (6) (chi tiết)

- Bắn súng (4+2) (chi tiết)

- Trượt ván (2) (chi tiết)

- Leo núi thể thao (2) (chi tiết)

- Lướt sóng (2) (chi tiết)

- Bóng bàn (2+1) (chi tiết)

- Taekwondo (10+1) (chi tiết)

- Quần vợt (4+1) (chi tiết)

- Ba môn phối hợp (2+1) (chi tiết)

- Cử tạ (12) (chi tiết)

- Đấu vật  (chi tiết)

- - Đấu vật (Tự do) (10)
  - Đấu vật bãi biển (8)

### Môn thể thao trình diễn
Không có môn thể thao trình diễn nào được xác nhận nhưng nó có thể thực hiện được, tùy thuộc vào Ban tổ chức.

## Phương tiện truyền thông
- Triều Tiên - JTBC[8]
- Hàn Quốc - JTBC[8]
- Thái Lan – Plan B [9]
- Brazil - Grupo Globo